# Seznam mest na Švedskem
Seznam mest na Švedskem.

## Seznam
1. Alingsås (1619)
2. Arboga (12. stoletje)
3. Arvika (1911)
4. Askersund (1643)
5. Avesta (1641-1686, in od 1919)
6. Boden (1919)
7. Bollnäs (1942)
8. Borgholm (1816)
9. Borlänge (1944)
10. Borås (1622)
11. Djursholm (1914)
12. Eksjö (1400)
13. Enköping (1300)
14. Eskilstuna (1659)
15. Eslöv (1911)
16. Fagersta (1944)
17. Falkenberg (1558)
18. Falköping (1200)
19. Falsterbo (1200)
20. Falun (1641)
21. Filipstad (1611)
22. Flen (1949)
23. Gränna (1652)
24. Gävle (1300)
25. Göteborg (1619)
26. Hagfors (1950)
27. Halmstad (1200)
28. Haparanda (1848)
29. Hedemora (1400)
30. Helsingborg (1085)
31. Hjo (1400)
32. Huskvarna (1911)
33. Hudiksvall (1582)
34. Härnösand (1585)
35. Hässleholm (1914)
36. Höganäs (1936)
37. Jönköping (1284)
38. Kalmar (1100)
39. Karlshamn (1664)
40. Karlskoga (1940)
41. Karlskrona (1680)
42. Karlstad (1584)
43. Katrineholm (1917)
44. Kiruna (1944)
45. Kramfors (1947)
46. Kristinehamn (1642)
47. Kristianstad (1622)
48. Kumla (1942)
49. Kungsbacka (1400)
50. Kungälv (1100)
51. Köping (1474)
52. Laholm (1200)
53. Landskrona (1413)
54. Lidingö (1926)
55. Lidköping (1446)
56. Lindesberg (1643)
57. Linköping (1287)
58. Ljungby (1936)
59. Ludvika (1919)
60. Luleå (1621)
61. Lund (990)
62. Lycksele (1946)
63. Lysekil (1903)
64. Malmö (1250s)
65. Mariefred (1605)
66. Mariestad (1583)
67. Marstrand (1200)
68. Mjölby (1922)
69. Motala (1881)
70. Mölndal (1922)
71. Nacka (1949)
72. Nora (1643)
73. Norrköping (1384)
74. Norrtälje (1622)
75. Nybro (1932)
76. Nyköping (1187)
77. Nynäshamn (1946)
78. Nässjö (1914)
79. Oskarshamn (1856)
80. Oxelösund (1950)
81. Piteå (1621)
82. Ronneby (1387)
83. Sandviken (1943)
84. Sala (1624)
85. Sigtuna (990)
86. Simrishamn (1300)
87. Skanör (1200) ¹
88. Skara (988)
89. Skellefteå (1845)
90. Skänninge (1200)
91. Skövde (1400)
92. Sollefteå (1917)
93. Solna (1943)
94. Stockholm (1252)
95. Strängnäs (1336)
96. Strömstad (1672)
97. Sundbyberg (1927)
98. Sundsvall (1624)
99. Säffle (1951)
100. Säter (1642)
101. Sävsjö (1947)
102. Söderhamn (1620)
103. Söderköping (1200)
104. Södertälje (1000)
105. Sölvesborg (1445)
106. Tidaholm (1910)
107. Torshälla (1317)
108. Tranås (1919)
109. Trelleborg (1200)
110. Trollhättan (1916)
111. Trosa (1300)
112. Uddevalla (1498)
113. Ulricehamn (1400)
114. Umeå (1622)
115. Uppsala (1286)
116. Vadstena (1400)
117. Varberg (1100)
118. Vaxholm (1652)
119. Vetlanda (1920)
120. Vimmerby (1400)
121. Visby (1000)
122. Vänersborg (1644)
123. Värnamo (1920)
124. Västervik (1200)
125. Västerås (990)
126. Växjö (1342)
127. Ystad (1200)
128. Åmål (1643)
129. Ängelholm (1516)
130. Örebro (1200)
131. Öregrund (1491)
132. Örnsköldsvik (1893)
133. Östersund (1786)
134. Östhammar (1300)